# ريتشارد الثاني من كابوا
ريتشارد الثاني (توفي 1105-1106) كان كونت أفيرسا وأمير كابوا من 1090 أو 1091. كان الابن البكر وخليفة جوردان الأول وغايتلغريما ابنة الأمير غايمار الرابع من ساليرنو وسمي تمينًا بجده ريتشارد الأول من كابوا.